# Rhysodesmus tacubayae
Rhysodesmus tacubayae är en mångfotingart som beskrevs av Pocock 1909. Rhysodesmus tacubayae ingår i släktet Rhysodesmus och familjen Xystodesmidae. Inga underarter finns listade i Catalogue of Life.